# 特尔皮米罗维奇王朝
特尔皮米罗维奇王朝是一个由克羅埃西亞人建立的朝代，曾於845至1091年期間统治克罗地亚公国Duchy of Croatia以及后来的克羅埃西亞王國。特尔皮米罗维奇王朝的統治時間並不是持續不斷的，期間曾被多马戈耶维奇王朝打断过。特尔皮米罗维奇王朝家族共出过4位公爵、13位国王以及1位王后。